# Каракудюр
Каракудю́р (алт. Кара кујур — чёрный солончак) — река в России, в Улаганском районе Республики Алтай, левый приток Башкауса. Длина — 39 км.

## География
Каракудюр берёт начало из крупного озера Сорулукёль на высоте 1813 м над уровнем моря. Течёт на север, затем на северо-восток, на всём протяжении — в широкой долине, меандрируя по её плоскому дну. По долине Каракудюра разбросано несколько пастушьих стоянок. В устье расположена деревня Кара-Кудюр, связанная с Улаганом щебёночной дорогой.

## Притоки
(от истока)
- Верхний Ильдугем — правый
- Средний Ильдугем — правый
- Нижний Ильдугем — правый
- Чебдар — левый
- Сору — левый
- Акайры — правый
- Буланду — левый
- Карасу — правый